# Peter Wolff (Politiker)

Peter Wolff

Peter Wolff (* 10. Mai 1946 in Mailand, Italien) ist ein liechtensteinischer Politiker der Vaterländischen Union.

## Biografie
Wolff war von 1982 bis 1986 erstmals für seine Partei als Stellvertretender Abgeordneter im liechtensteinischen Landtag vertreten. Im Jahr 1997 wurde Wolff erneut in den Landtag gewählt, diesmal jedoch als Abgeordneter, was er bis 2005 blieb. In dieser Zeit war er von 1997 bis 2000 Landtagspräsident und von 2001 bis 2005 Landtagsvizepräsident. Als Abgeordneter war Wolff 2001 bis 2005 Stellvertreter in der Parlamentarier-Kommission Bodensee, sowie Stellvertreter in der liechtensteinischen Delegation in der Interparlamentarischen Union. 2003 bis 2005 war er ausserdem Mitglied in der Aussenpolitischen Kommission und der EWR-Kommission.
Wolff ist verheiratet und hat zwei Kinder.